# La vieja sirena
La vieja sirena es una novela histórica del escritor español José Luis Sampedro publicada en 1990 por la Editorial Destino. Forma parte, junto con Octubre, octubre (1981) y Real Sitio (1993), de la trilogía Los círculos del tiempo, aunque las tres novelas no comparten ni historia ni personajes.

## Argumento
La vieja sirena se desarrolla en la Alejandría del siglo III y sigue la historia de tres personajes principales: una mujer que tendrá varios nombres; Ahram, un comerciante interesado en el poder; y Krito, un filósofo que a veces se siente hombre y a veces mujer. La novela desarrolla diversos temas: las luchas de poder, la vida en un mundo fronterizo, la aceptación de la muerte frente a la eternidad, y el amor.
Las peripecias de la mujer son el hilo principal del argumento en la primera parte, que comienza cuando llega a Alejandría y es vendida como esclava a Ahram, en cuya casa conoce a Krito, que trabaja para el comerciante. Mientras se desarrolla la historia de la atracción entre los tres personajes, la mujer va recordando momentos de su pasado.
Entre la primera y la segunda parte hay un salto de varios años. La mujer se ha convertido en la hetaira de Ahram y el núcleo de esta parte es su relación con Krito y cómo afecta al comerciante, al mismo tiempo que se desarrollan las intrigas políticas en Alejandría.

## Estilo narrativo
La historia está contada en gran parte utilizando la técnica del monólogo interior para presentar las reflexiones de los tres personajes principales. También recurre a un estilo cercano a la prosa poética en ciertos momentos.
- Datos: Q5968462